# Marie Anna Mayrová z Melnhofu
Marie Anna Mayrová z Melnhofu (roz. baronka Maria Anna Mayr von Melnhof; 9. prosince 1919 – 4. května 2025) byla německá šlechtična, prominentka, profesionální fotografka, členka rodu Sayn-Wittgenstein-Saynů a matka Alexandra Konráda ze Sayn-Wittgenstein-Saynu (* 1943).

## Raný život a původ

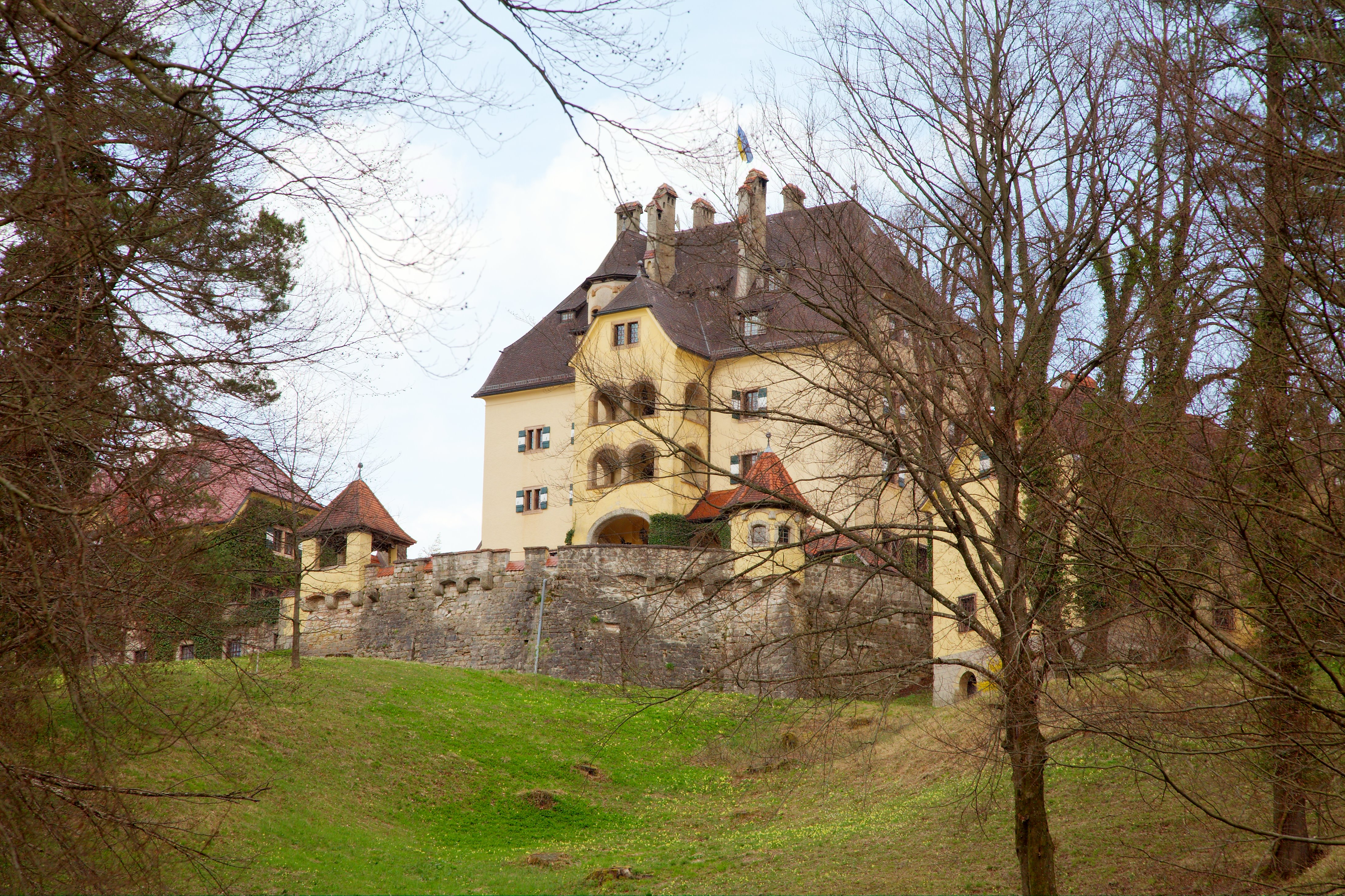
Zámek Glanegg nedaleko Salcburku, kde Marianne strávila dětství, vlastnil její otec Friedrich Adalbert baron Mayr von Melnhof (1892–1956)

Maria Anna, běžně známá jako Marianne nebo jednoduše Manni, se narodila 9. prosince 1919 v Salcburku jako nejstarší z devíti dětí barona Friedricha Adalberta Mayra von Melnhofa (1892–1956), majitele hradu Glanegg nedaleko Salcburku, a jeho manželky, hraběnky Marie-Anny z Merana (1897–1983), vnučky Franze, hraběte z Merana, hlavy morganatické větve císařského rodu Habsburků-Lotrinských. Přes svou matku je Marianne přímým potomkem Františka I., císaře Svaté říše římské, a jeho manželky, císařovny Marie Terezie. Rodina Mayr von Melnhof byli od 15. století katoličtí Štýrci a poté, co se stali průmyslníky, byli v roce 1859 povýšeni do šlechtického stavu s titulem Edler von Melnhof. V roce 1872 jim František Josef I. udělil v Rakousku dědičný titul barona.  Kromě zámku Glanegg vlastnila rodina Mayr von Melnhof městské paláce v Grazu a Vídni, stejně jako několik dalších hradů po celém Rakousku, jako například Kogl, Neu-Pfannberg a Jagdschloss Hochalm, které sloužily jako jejich venkovská sídla.

## Kariéra
Začala kariéru jako profesionální fotografka a až do svých 100. narozenin v prosinci 2019 archivovala asi 300 000 svých fotografií. Fotografovala celebrity od Marie Callas přes Gianniho Agnelliho až po Luciana Pavarottiho a publikovala cestovní reportáže. Jméno „Mamarazza“ dostala podle slova „paparazzo“ jako přezdívku od princezny Karolíny z Hannoveru, rozené princezny z Monaka, která jí jednou řekla: „Manni, jsi opravdová Mamarazza.“ Na rozdíl od paparazzi nikdy nefotila indiskrétní nebo hanlivé fotografie: „Vždycky jsem své přátele fotila jako přátele.“

## Manželství a děti
Baronka Marianne se 12. března 1942 na zámku Glanegg provdala za Ludwiga, 6. prince ze Sayn-Wittgenstein-Sayn. Ludwig se narodil v roce 1915 a v roce 1962 v Sayn zemřel nešťastnou náhodou.  Měli pět dětí:
- Princezna Yvonne (* 9. prosince 1942) se poprvé provdala v roce 1962 (rozvedla se v roce 1970) za Alfonse, hraběte von Coreth zu Coredo und Starkenberg (1930-2017), fotografa, který sloužil jako čestný thajský konzul v Salcburku, a podruhé se provdala v roce 1976 (rozvedla se v roce 2008) za lékaře Klause Bolzana, Edlera von Kronstätt (1936-2025), a z obou manželství má potomky; [4]
- Alexander, 7. princ zu Sayn-Wittgenstein-Sayn (* 22. listopadu 1943) se oženil v roce 1969 s hraběnkou Gabrielou von Schönborn-Wiesentheid (* 16. října 1950), jedinou dcerou hraběte Rudolfa von Schönborn-Wiesentheid (1918–1998) se svou první manželkou, Th Helundeneu Taxis. (1924–1991). Mají spolu děti.[4]
- Princezna Alžběta (1. dubna 1948 – 15. dubna 1997) se v roce 1970 provdala za bankovního manažera Hassa Eduarda Georga Kurta Arthura, barona Schulera von Senden (* 30. ledna 1943), a mají spolu děti; [4]
- Princezna Tereza (* 25. dubna 1952) se poprvé v roce 1973 provdala (rozvedla se v roce 1983) za Dona Luise de Figueroa y Griffitha, 12. hraběte z Quintanily (* 5. února 1950), syna spisovatelky Aline Griffithové, vdovy hraběnky z Romanones, a podruhé se v roce 1983 provdala za právníka hraběte Karla-Erba von Kagenecka (* 1947) a z obou manželství má potomky; [4]
- Princ Peter (* 22. ledna 1954) se v roce 1993 oženil s herečkou Sunnyi Melles (* 7. října 1958), jedinou dcerou rakouského orchestrálního dirigenta Carla Mellese a jeho manželky Judith von Rohonczy (1929–2001). Mají spolu děti. [4]

## Smrt
Princezna Marie Anna Mayrová z Melnhofu zemřela ve svém domě v Mnichově v Bavorsku 4. května 2025 ve věku 105 let. Její tělo bylo pohřbeno 21. května 2025 v opatství Sayn v Bendorfu v Německu.